# Саут-Маниту
Саут-Маниту или Саут-Менитоу (англ. South Manitou Island) — остров на озере Мичиган. В административном отношении относится к округу Лилано, штат Мичиган, США.
Саут-Маниту составляет примерно 5 км в длину и 5 км в ширину. Он расположен примерно в 26 км к западу от деревни Леланд. Площадь острова — 21,44 км². Постоянного населения нет. В южной части острова находится озеро Флоренс. Вдоль западного побережья Саут-Маниту протянулись песчаные дюны. К северо-востоку находится более крупный остров Норт-Маниту.
Остров связан с Леландом паромной переправой.